# Szulniki
Szulniki (biał. Шульнікі, Szulniki; ros. Шульники, Szulniki) – wieś na Białorusi, w obwodzie grodzieńskim, w rejonie ostrowieckim, w sielsowiecie Worniany, przy Białoruskiej Elektrowni Jądrowej.

## Historia
Pod zaborami i II Rzeczypospolitej wieś i majątek ziemski (folwark). W XIX w. wyróżniano dwie wsie: włościańską i należącą do majątku.
W XIX i w początkach XX w. położone były w Rosji, w guberni wileńskiej, w powiecie wileńskim, w gminie Worniany. Na początku XIX w. majątek należał do majora Buchowieckiego, który sprzedał go Kunegundzie z Wołłowiczów Platerowej. Później właścicielami byli Zajączkowscy.
Po I wojnie światowej pod administracją polską, w Zarządzie Cywilnym Ziem Wschodnich, w okręgu wileńskim, w powiecie wileńskim. W latach 1920–1922 w składzie Litwy Środkowej.
Od 11 kwietnia 1922 leżały w Polsce, w województwie wileńskim, w powiecie wileńsko-trockim, do 1 kwietnia 1927 w gminie Worniany, następnie w gminie Michaliszki/Gierwiaty.
Po II wojnie światowej w granicach Związku Sowieckiego. Od 1991 w niepodległej Białorusi. W latach 10. XXI w. obok wsi zbudowano Białoruską Elektrownię Jądrową.